# Евангелическая университетская церковь (Мюнстер)
Университетская церковь (нем. Observantenkirche, Universitätkirche) — евангелическая церковь в историческом центре города Мюнстер (федеральная земля Северный Рейн-Вестфалия). Церковь расположена на улице Schlaunstraße в северной части старого города, рядом с городской башней Buddenturm.

## История

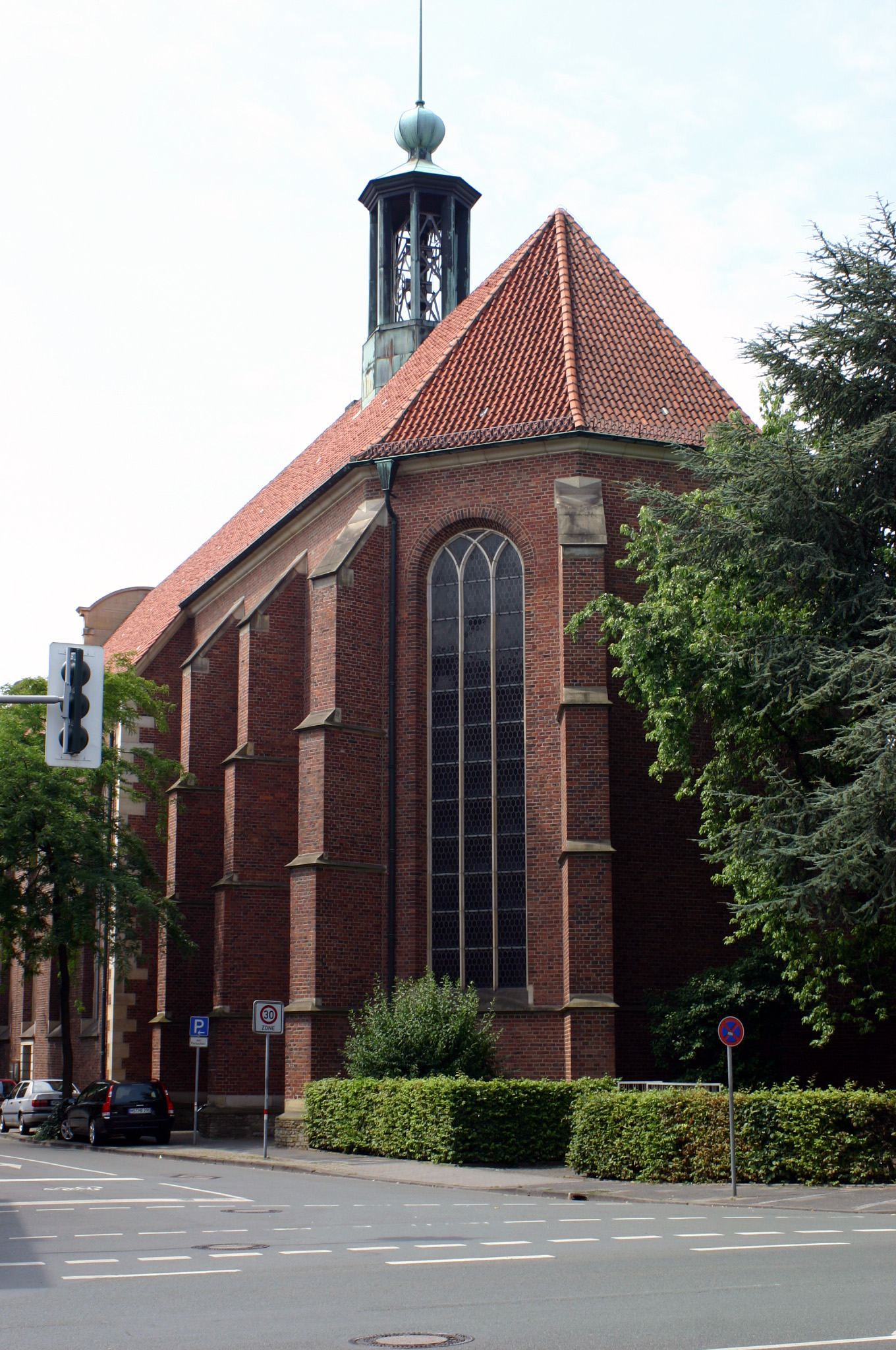
Северо-восточная алтарная часть с контрфорсами

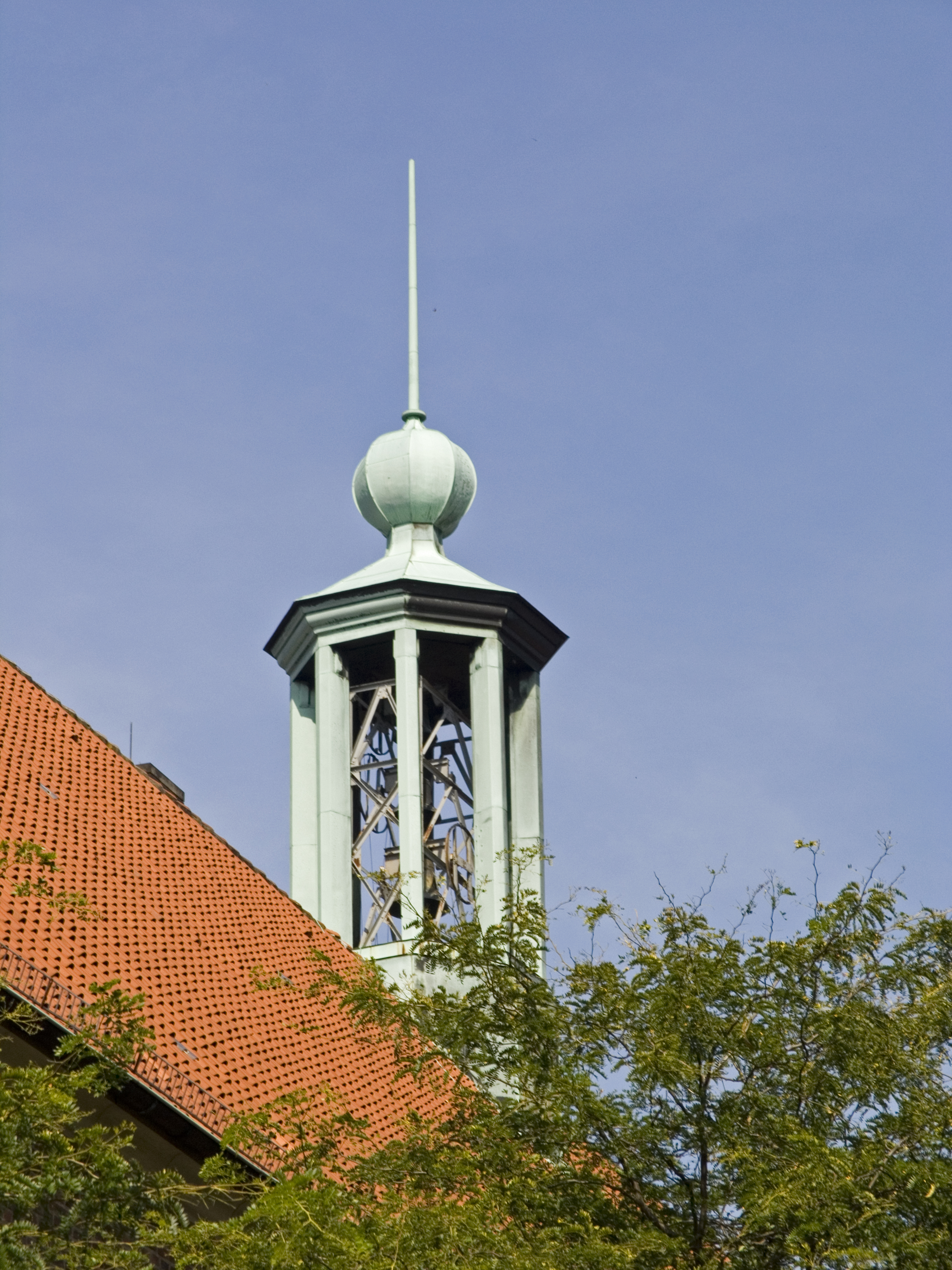
Башенка-сигнатурка

В 1613 году монахи-францисканцы ордена меньших братьев (лат. Ordo Fratrum Minorum) получили разрешение Кёльнского архиепископа и Мюнстерского епископа Фердинанда I Баварского на поселение в Мюнстере. В 1645 году они начинают строительство монастыря на Бергштрассе.
Во время проведения Вестфальского конгресса в 1648 году в этом монастыре поселилась делегация Испании, возглавляемой Гаспаром де Бракамонте, который пожертвовал монастырю 4400 талеров. На эти деньги принимается решение начать сооружение церкви. Ещё 6000 талеров пожертвовала на строительство церкви член Третьего ордена Анна Менедора Шверинг. Первоначально церковь собираются строить на восточной окраине монастыря, но из-за протекающей там реки Мюнстерше-Аа место оказывается сильно заболоченным. Тогда церковь решают строить на западной окраине монастыря, но и это место оказывается достаточно заболоченным, поэтому площадку будущего строительства укрепляют 16-ю дубовыми сваями, а пространство между сваями забутовывается камнями. Первая дубовая свая была загнана 9 августа 1687 года. Эта конструкция сохранила свою прочность вплоть до второй мировой войны, когда во время бомбардировок союзнической авиации церковь была практически полностью разрушена, но и восстановленное здание церкви базировалось на том же фундаменте, который был укреплён только в 1982 году.
Строительство церкви было поручено Антону Хюлсу, который к тому времени уже построил ряд церквей в Падерборне, Зигене, Косфельде и монастырь урсулинок в Кёльне. Барочный юго-западный фасад создал эльзасец Иоганн Бавр.
К 1694 году здание церкви было полностью возведено, и на коньке церкви мастером Петером Фогтом была установлена металлическая башенка-сигнатурка. Икону стоимостью 200 талеров для алтаря церкви заказал в Антверпене Мюнстерский епископ Фридрих Кристиан фон Плеттенберг. В 1697 году в церкви был установлен орган работы Николауса Брауншвайга. Через год были установлены первые три колокола. 28 октября 1698 года церковь была освящена в честь Святой Марии и Святого Антония Падуанского епископом Оснабрюка Отто фон Гронсфельдом.
В ходе медиатизации, которая проходила под руководством наполеоновского министра Талейрана, в 1803 году Мюнстерское епископство было секуляризировано. В 1807 году Мюнстер был занят французскими войсками, и помещения монастыря стали использоваться в качестве казармы. 14 сентября 1811 года церковный инвентарь был продан с аукциона. В 1819 году с церкви была снесена башенка-сигнатурка.
Вплоть до первой мировой войны церковное здание использовалась в качестве армейской конюшни. В 1914 году муниципалитет планировал снести церковь, но армейские власти выступили с предложением выкупить здание для использования в качестве гарнизонной католической церкви. Но начало первой мировой войны не позволило ни одному из планов осуществиться. С 1920 года церковное здание использовалось для хранения реквизита и декораций городского театра.
В 1944—1945 годах в результате нескольких бомбовых попаданий церковь была почти полностью разрушена, сохранился только юго-западный портал. Восстановление церкви проводилось в 1958—1961 годах. В мае 1961 года восстановленная церковь была передана евангелическо-теологическому факультету Вестфальского университета. В 1962 году в церкви установили орган работы Пауля Отта. В 1984 году в хорах был установлен ещё один орган, также созданный в мастерской Отта.
До 2001 года церковное здание принадлежало университету, но затем университетские здания передавались на баланс Министерства строительства и транспорта Северного Рейна — Вестфалии. Здание церкви забыли внести в реестр, так что официально на сегодняшний день церковь никому не принадлежит.

## Архитектура
Церковь построена из красного кирпича, юго-западный барочный фасад выполнен из популярного в Вестфалии светлого горного песчаника. Основное здание церкви выполнено в псевдоготическом стиле, алтарная часть усилена контрфорсами.
Длина церкви без контрфорсов составляет 53,4 м, ширина — 17 м. Высота свода — 16,5 м.